# Live at Montreux 2005
Pour les articles homonymes, voir Live at Montreux.
Albums de Alice Cooper
Dirty Diamonds
(2005) Along Came a Spider
(2008)
Alice Cooper: Live at Montreux 2005 est un concert filmé et édité en disque compact accompagné d'un DVD. Le live est édité en 2014 en double vinyle sous le titre Live in Switzerland 2005.

## Liste des titres

### CD
| No  | Titre                              | Auteur                                                               | Durée |
| --- | ---------------------------------- | -------------------------------------------------------------------- | ----- |
| 1.  | Department of Youth                | Alice Cooper, Dick Wagner, Bob Ezrin                                 | 2:40  |
| 2.  | No More Mr. Nice Guy               | Alice Cooper, Michael Bruce                                          | 3:04  |
| 3.  | Dirty Diamonds                     | Alice Cooper, Chuck Garric, Damon Johnson, Rick Boston               | 3:43  |
| 4.  | Bilion Dollar Babies               | Alice Cooper, Michael Bruce, Reggie Vinson                           | 3:25  |
| 5.  | Be My Lover                        | Michael Bruce                                                        | 3:17  |
| 6.  | Lost in America                    | Alice Cooper, Dan Wexler, Bud Saylor                                 | 4:21  |
| 7.  | I Never Cry                        | Alice Cooper, Dick Wagner                                            | 2:45  |
| 8.  | Woman of Mass Distraction          | Alice Cooper, Ryan Roxie, Damon Johnson, Chuck Garric, Rick Boston   | 3:46  |
| 9.  | I'm Eighteen                       | Alice Cooper, Michael Bruce, Dennis Dunaway, Neal Smith, Glen Buxton | 4:11  |
| 10. | Between High School and Old School | Alice Cooper, Ryan Roxie, Eric Dover                                 | 2:53  |
| 11. | What Do You Want From Me?          | Alice Cooper, Eric Dover, Mikal Reid                                 | 3:16  |
| 12. | Is it My Body?                     | Alice Cooper, Michael Bruce, Dennis Dunaway, Neal Smith, Glen Buxton | 2:51  |
| 13. | Gimme                              | Alice Cooper, Bob Marlette                                           | 2:57  |
| 14. | Feed My Frankenstein               | Alice Cooper, Zodiac Mindwarp, Ian Richardson, Nick Coler            | 3:38  |
| 15. | Welcome to My Nightmare            | Alice Cooper, Dick Wagner                                            | 2:35  |
| 16. | School's Out                       | Alice Cooper, Michael Bruce, Dennis Dunaway, Neal Smith, Glen Buxton | 4:36  |
| 17. | Poison                             | Alice Cooper, Desmond Child, John McCurry                            | 4:42  |
| 18. | Wish I Were Born in Beverly Hills  | Alice Cooper, Dick Wagner, Bernie Taupin                             | 3:11  |
| 19. | Under My Wheels                    | Michael Bruce, Dennis Dunaway, Bob Ezrin                             | 4:12  |

### DVD/Bluray
| No  | Titre                                  | Auteur                                     | Durée |
| --- | -------------------------------------- | ------------------------------------------ | ----- |
| 1.  | Department of Youth                    | Cooper - Wagner - Ezrin                    |       |
| 2.  | No More Mr. Nice Guy                   | Cooper - Bruce                             |       |
| 3.  | Dirty Diamonds                         | Cooper - Garric - Johnson - Boston         |       |
| 4.  | Billion Dollar Babies                  | Cooper - Bruce - Vinson                    |       |
| 5.  | Be My Lover                            | Bruce                                      |       |
| 6.  | Lost in America                        | Cooper - Wexler - Saylor                   |       |
| 7.  | I Never Cry                            | Cooper - Wagner                            |       |
| 8.  | Woman of Mass Distraction              | Cooper - Roxie - Johnson - Garric - Boston |       |
| 9.  | I'm Eighteen                           | Cooper - Bruce - Dunaway - Smith - Buxton  |       |
| 10. | Between High School and The Old School | Cooper - Roxie - Dover                     |       |
| 11. | What Do You Want From Me?              | Cooper - Dover - Reid                      |       |
| 12. | Is it My Body?                         | Cooper - Bruce - Dunaway - Smith - Buxton  |       |
| 13. | Go to Hell                             | Cooper - Wagner                            |       |
| 14. | The Black Window (instrumental)        | Cooper - Wagner - Ezrin                    |       |

| No  | Titre                             | Auteur                                    | Durée |
| --- | --------------------------------- | ----------------------------------------- | ----- |
| 15. | Drum Solo                         | Singer                                    |       |
| 16. | Gimme                             | Cooper - Marlette                         |       |
| 17. | Feed My Frankenstein              | Cooper - Richardson - Coler - Mindwarp    |       |
| 18. | Welcome to My Nightmare           | Cooper - Wagner                           |       |
| 19. | The Awakening                     | Cooper - Wagner - Ezrin                   |       |
| 20. | Steven                            | Cooper - Ezrin                            |       |
| 21. | Only Women Bleed                  | Cooper - Wagner                           |       |
| 22. | Ballad of Dwight Fry              | Cooper - Bruce                            |       |
| 23. | Killer                            | Bruce - Dunaway                           |       |
| 24. | I Love the Dead                   | Cooper - Ezrin                            |       |
| 25. | School's Out                      | Cooper - Bruce - Dunaway - Smith - Buxton |       |
| 26. | Poison                            | Cooper - Child - McCurry                  |       |
| 27. | Wish I Were Born in Beverly Hills | Cooper - Wagner - Taupin                  |       |
| 28. | Under My Wheels                   | Bruce - Dunaway - Ezrin                   |       |

## Musiciens
- Alice Cooper - chants
- Ryan Roxie - guitare
- Chuck Garric - basse
- Eric Singer - batterie
- Damon Johnson - guitare, claviers